# Hobol (Ungarn)
Hobol (kroatisch Obolj) ist eine ungarische Gemeinde im Kreis Szigetvár im Komitat Baranya.

## Geschichte
Hobol wurde 1238 erstmals urkundlich erwähnt.

## Sehenswürdigkeiten
- Reformierte Kirche

## Verkehr
Durch Hobol führt die Landstraße Nr. 5808. Der nächstgelegene Bahnhof befindet sich ungefähr fünf Kilometer nordöstlich in Szigetvár.